# Premnoplex pariae
El subepalo de Paria (Premnoplex pariae), es una especie (o la subespecie P. tatei pariae, dependiendo de la clasificación adoptada) de ave paseriforme de la familia Furnariidae endémica de Venezuela.

## Distribución y hábitat
Se encuentra únicamente en los Cerros Humo, Olvido y Azul, en la península de Paria (norte de Sucre), noreste de Venezuela.
Esta especie es considerada poco común en su hábitat natural: el sotobosque de bosques húmedos tropicales de montaña y de piedemonte, con abundancia de epífitas, pequeñas palmeras y Araceae, en altitudes entre 800 y 2400 m.

## Estado de conservación
El subepalo de Paria ha sido calificado como amenazado de extinción por la Unión Internacional para la Conservación de la Naturaleza (IUCN) debido a que su población, estimada en 2400 individuos maduro, ocurre en muy pocas localidades dentro de su muy pequeña zona de distribución, y se la presume en decadencia por causa del impacto de los cambios en la técnicas de agricultura y la conversión para plantaciones, que resultan en pérdida de hábitat.

## Sistemática

### Descripción original
La especie P. pariae fue descrita por primera vez por los ornitólogos estadounidense radicado en Venezuela William Henry Phelps y su hijo venezolano William Phelps Tucker en 1949 bajo nombre científico de Premnoplex tatei pariae; su localidad tipo es: «Cerro Humo, Irapa, Península de Paria, Venezuela».

### Etimología
El nombre genérico masculino «Premnoplex» deriva del griego «premnom»: tronco de árbol, y «plēssō»: golpear, significando «que golpea los troncos de los árboles»; y el nombre de la especie «pariae», se refiere a la localidad tipo, la península de Paria.

### Taxonomía
La presente especie es considerada como la subespecie P. tatei pariae por diversos autores y clasificaciones, y como especie separada  por las clasificaciones Aves del Mundo (HBW) y Birdlife International (BLI) con base en diferencias morfológicas y de vocalización. La diferenciación genética requiere más muestras.
Las diferencias morfológicas apuntadas por HBW son la mayor cantidad de blanco desde el pecho hasta el bajo vientre; un sombreado  más pardo oscuro (menos rufo) en el vientre y flancos y el pico probablemente más largo (a pesar de que el amostraje es muy pequeño, pero altamente indicativo). Las diferencias de vocalización apuntadas son el canto, una serie corta y rápida, casi un rateado, continuamente repetido, de dos a seis notas tenues y melodiosas, como «pu-dut...pu-du-du-dut...pu-du-dut...» contra una nota doble continuamente repetida (a veces sola o triple), generalmente con énfasis en la segunda, y con un tono bastante aflautado «pi-piu!...pi-piu!», con frecuencia más baja, notas más cortas y en un ritmo más rápido.